# 鈴木稔弘
鈴木 稔弘（すずき としひろ、1996年12月11日 - ）は、日本のプロボクサー。東京都足立区出身。志成ボクシングジム所属。
兄の鈴木雅弘もプロボクサー。

## 来歴
駿台学園高校ではインターハイ優勝し、2014年にAIBA世界ユース選手権で銅メダルを、南京ユースオリンピックで銀メダルを獲得。
日本大学生物資源科学部進学後は主将を務める。全日本選手権で2度準優勝。
卒業後はプロボクサーを目指し、兄とともに角海老宝石ジムに入門するが、怪我の影響で一度はボクシングから離れた。
しかし、2021年に兄が日本スーパーライト級タイトルを獲得した試合をきっかけにボクシング復帰を決意し、大学の先輩である藤原俊志トレーナーに相談。その後藤原の志成ジム入りを機に移籍。2022年4月にB級プロテスト合格。
2022年8月30日、後楽園ホールにてポーンセップ・ワドンガム（ タイ）戦でプロデビューし、初回で2度ダウンを奪い、25秒TKO勝利を挙げた。
2024年8月22日、後楽園ホールにてWBOアジア太平洋スーパーフェザー級1位の渡邊海とWBOアジア太平洋同級王座決定戦を行うも、渡邊の左フックでダウンを奪われプロ初黒星となる初回1分29秒TKO負けを喫し王座獲得に失敗した。
2025年3月21日、後楽園ホールにて黎家明と対戦する予定だったが、諸事情により中止となった。

## 戦績
- アマチュア戦績：104戦 82勝 22敗
- プロ：7戦 6勝 （4KO） 1敗

| 戦           | 日付           | 勝敗 | 時間    | 内容     | 対戦相手                           | 国籍       | 備考                                        |
| ------------ | -------------- | ---- | ------- | -------- | ---------------------------------- | ---------- | ------------------------------------------- |
| 1            | 2022年8月30日  | ☆    | 1R 0:25 | TKO      | ポーンセップ・ワドンガム           | タイ       | プロデビュー戦                              |
| 2            | 2022年11月15日 | ☆    | 1R 1:43 | KO       | アタノン・クンラウォン             | タイ       |                                             |
| 3            | 2023年3月29日  | ☆    | 5R 1:09 | TKO      | キティチャット・ウングスリボングス | タイ       |                                             |
| 4            | 2023年8月24日  | ☆    | 8R      | 判定 2-1 | バージル・ビトール                 | フィリピン |                                             |
| 5            | 2024年2月16日  | ☆    | 1R 2:52 | KO       | ジョン・ローレンス・オルドニオ     | フィリピン |                                             |
| 6            | 2024年8月22日  | ★    | 1R 1:29 | TKO      | 渡邊海（ライオンズ）               | 日本       | WBOアジア太平洋スーパーフェザー級王座決定戦 |
| 7            | 2025年8月4日   | ☆    | 8R      | 判定 3-0 | 趙俊倫                             | 中国       |                                             |
| テンプレート |                |      |         |          |                                    |            |                                             |